# Inchmarnock
Inchmarnock est une île du Royaume-Uni située en Écosse.